# 常州长江客车
常州长江客车是一个中国大陆客车制造商，总部在江苏省常州市。常州长江曾经是中国最大的巴士生产商，市场占有率曾位居全国第一，其生产的巴士采用长江或Flxible作为商标。
2001年后长江客车经过多次重组与兼并，曾先后被依维柯、辽宁曙光（即黄海客车）以及常州常高新收购，现时的长江客车品牌归属于北汽集团常州汽车有限公司。

## 历史

### 常州长江客车公司

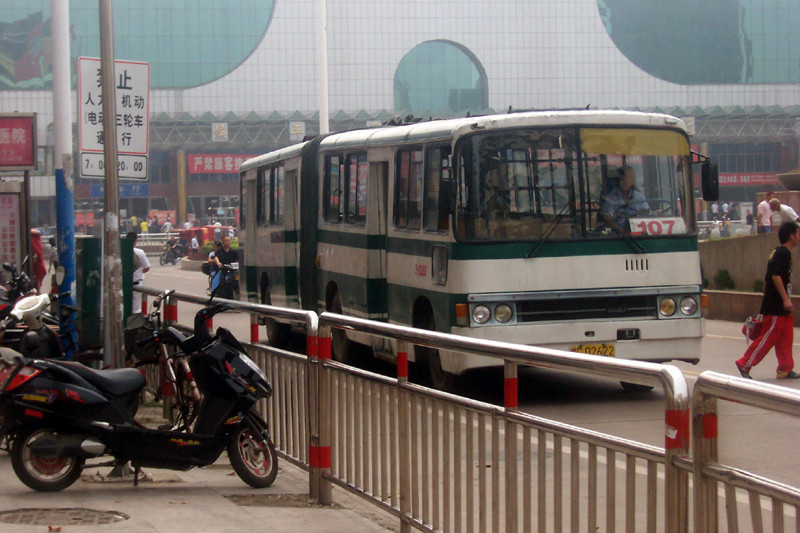
蚌埠的长江CJ6151型铰接巴士

长江客车的前身为1956年2月成立的常州市第一农具厂，该厂由8家私营铁工厂合并而成，1959年2月改为地方国营常州建筑机械厂，1960年被建工部接管，更名为建工部常州市政工程机械厂，当时主要生产中大型建筑机械。:3931963年，建工部责成常州市政工程机械厂生产城市客车，该厂随即以上海客车厂SK644型客车为样本组织试制，1963年8月15日试制出首辆CK640型城市客车，该型车于1964年9月通过部级鉴定，开始批量生产:393。
1965年1月，常州市政工程机械厂划归一机部并更名为常州市客车制配厂:393。1974年11月，国家建委城市建设总局在常州提出关于设计和组织生产城市客车专用底盘的建议，一机部汽车局与国家建委城建总局同年12月13日联合下达《关于由常州客车厂承担试制生产城市公共交通车辆底盘》的文件，常州客车制配厂于1975年以东风EQ140型载货汽车底盘为基础，开始设计CJ640型城市公共汽车专用底盘，1980年6月通过部级鉴定。
1979年5月2日，该厂更名为常州客车制造厂:393。其模仿伊卡鲁斯200系列所生产的长江牌CJ640B客车、CJ6921客车及CJ6151铰接客车等曾在北京、南京、蚌埠等多地被采用。常州长江亦为中国最早的铰接巴士生产厂商之一。1992年12月8日，以常州客车制造厂为核心的常州长江客车集团公司正式组建，该公司归属建设部中国城市车辆总公司:393。

### 长江福莱西宝客车

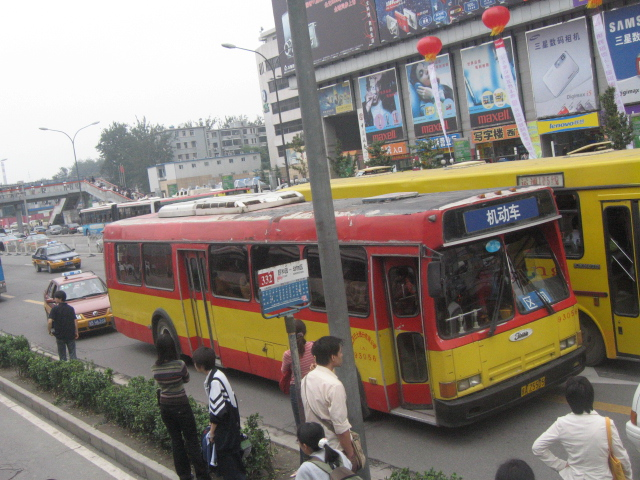
北京的长江CFC6110GD，使用Flxible厂牌；北京公交共购置该型车166辆

1991年，建设部将中美合资生产大客车的项目定在常州客车厂，美国福莱西宝亚太区总代理与常州客车厂厂长同年7月签订了合作意向书，合资项目于1992年11月正式签约。1993年2月20日，福莱西宝公司的母公司通用汽车公司，和其他三个美国公司（潘世奇公司，标四工业，和开利公司）与常州客车厂成立合资企业中国福莱西宝车辆有限公司，其生产基地位于江苏常州，生产的客车外形基于福莱西宝Metro系列，厂牌则为Flxible。
长江福莱西宝制造的客车外形虽然与福莱西宝Metro系列相似，但车辆性能以及长度等与美国原装的客车完全不同。其生产的客车既包括前置发动机的客车，也包括后置发动机的客车，长度则从 8米（26英尺3英寸）至11米（36英尺1英寸）不等，其中1997年投产、在美国福莱西宝Metro车身基础上改进而来的CFC6110GD型11米级低地板城市客车更是推动了中国内地低地板城市客车市场的兴起。这些客车作为城市公交车曾经在中国各个主要城市使用，包括北京:58、上海和南京等地。长江客车曾于1990年代后期至2001年专门为杭州无轨电车系统制造过77辆特制型号的无轨电车，这些无轨电车是杭州长江客车公司使用常州长江客车公司提供的电机系统和CFC6110GD系列车体组装制造的。1999年，常州长江研制出中国内地首款特低地台巴士CJ6121GCHK型，但仍挂有福莱西宝厂牌。

### 常州依维柯客车有限公司

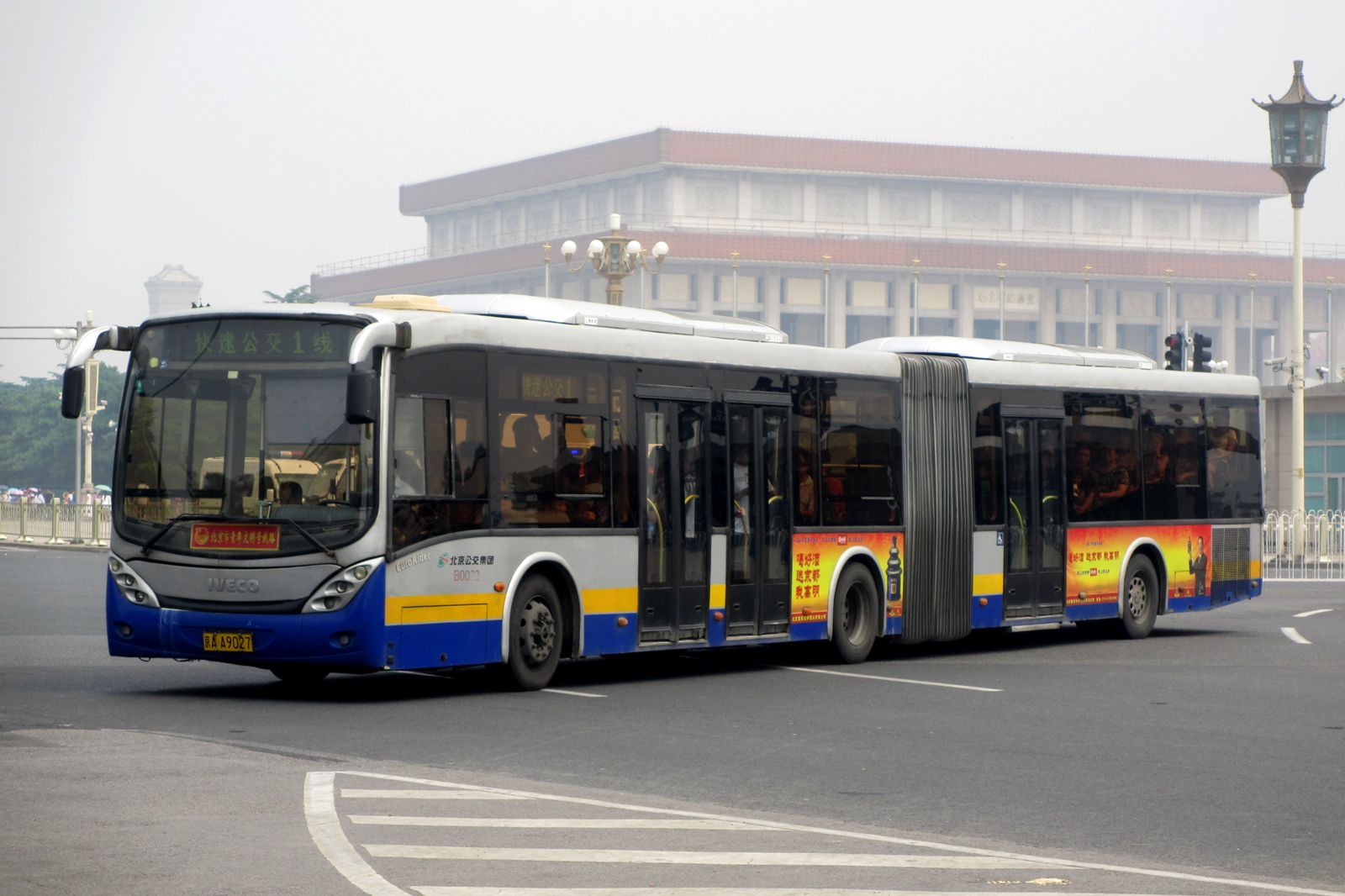
使用依维柯厂牌的CJ6180GCH型

常州长江和意大利依维柯于2001年6月7日设立了合资企业常州依维柯客车有限公司，常州长江与意大利依维柯各持股50%。 该公司生产各种类型的城市公共汽车、客车底盘和零件，其客车生产能力为每年6 000至7 000辆。合资企业于2007年解体，依维柯将其所持的股份以1美元的价格出售给常州长江。

### 常州黄海客车有限公司
2009年，常州长江客车由辽宁曙光汽车集团收购重组，成为曙光汽车黄海客车品牌在华东的客车生产基地（也即常州黄海）；2015年底，由于经营不善，曙光汽车出售常州黄海100%股权，由常州常高新实业投资有限公司接手。由于生产陷入停滞，常州黄海的整车资质和公告，也被工信部叫停。

### 北汽常州汽车有限公司
2016年，北汽集团和常州常高新实业成立北汽常州汽车有限公司，北汽持股57%，占控股地位。北汽常州成为北汽集团与常州市政府战略合作的第三个项目。2016年9月13日，作为北汽集团首次进军大中型客车和新能源客车领域的里程碑事件，北汽常州成立揭牌仪式在江苏常州高新技术产业开发区机电工业园内举行。2017年9月13日，常州长江在北汽集团的重组打造下，以北汽长江的品牌再次进入市场。北汽常州公司2016年9月成立以来，仅用了3个月时间，就完成了公司重组和首批混合动力产品的交付，全面进入生产运营状态。截止目前，北汽常州公司已经获批16个大客产品、10个轻客产品公告，全面进入市场准备期，部分产品已进入非洲和南美洲市场，打造了“常州速度”。北汽常州公司一期工厂已具备年产2000辆大客、12000辆轻客的生产能力。此前无论是长江客车还是常州依维柯，亦或是常州黄海，其主要产品都是客车。而擅长造乘用车的北汽集团决定，北汽常州要扩大产品布局，既造客车也造轻型商用车，同时还要商乘并举。

## 型号

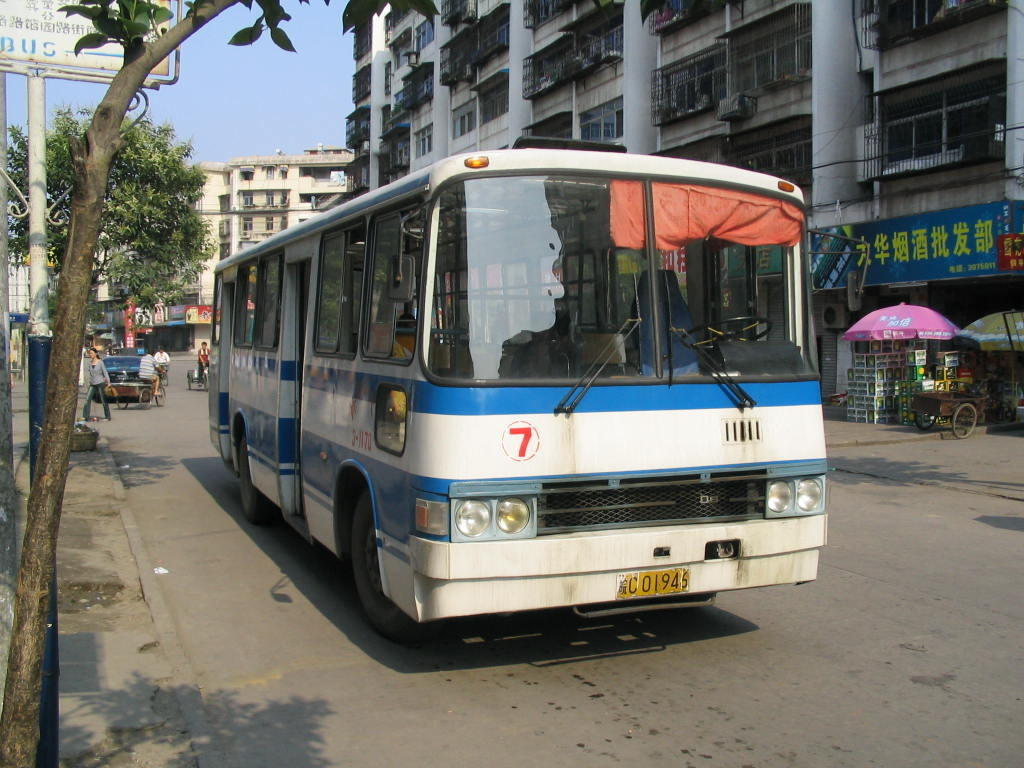
与福莱西宝公司合作前长江自行生产的CJ640B（蚌埠）
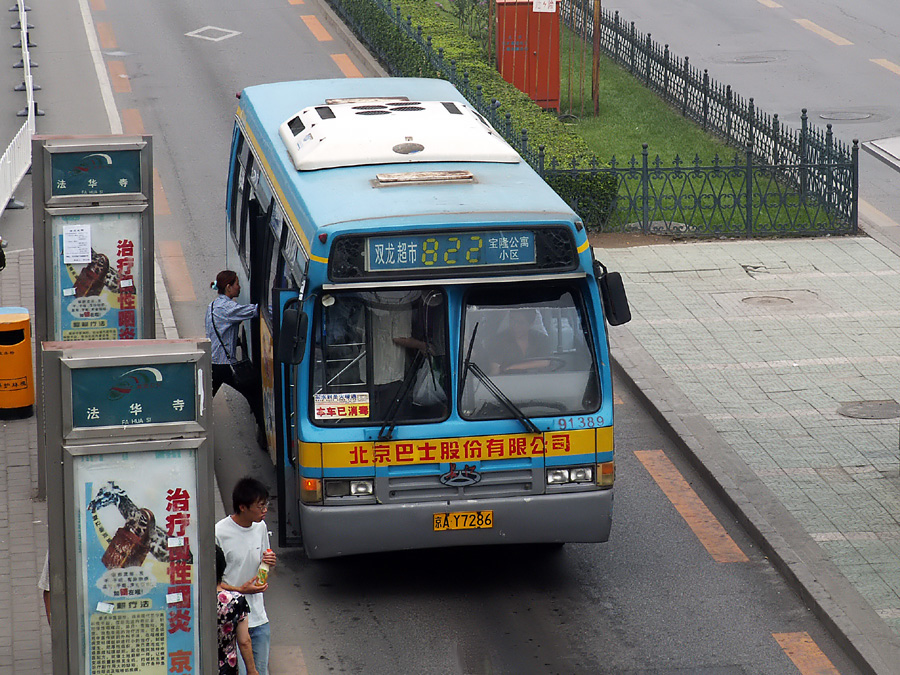
采用长江厂牌的长江福莱西宝CJ6800G1QH（北京）
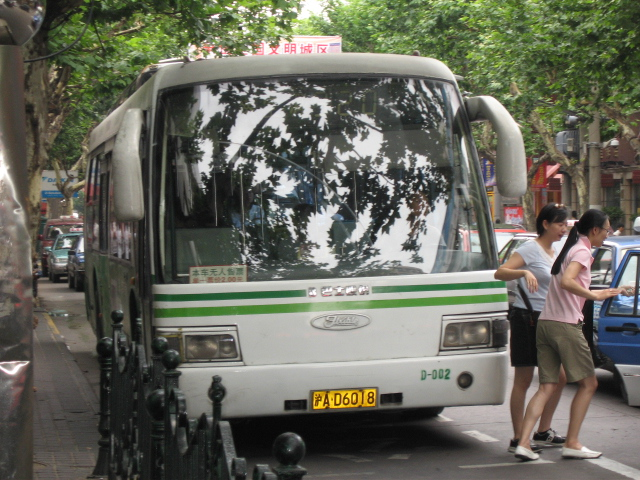
采用Flxible厂牌的长江福莱西宝CJ6121GCHK（上海）
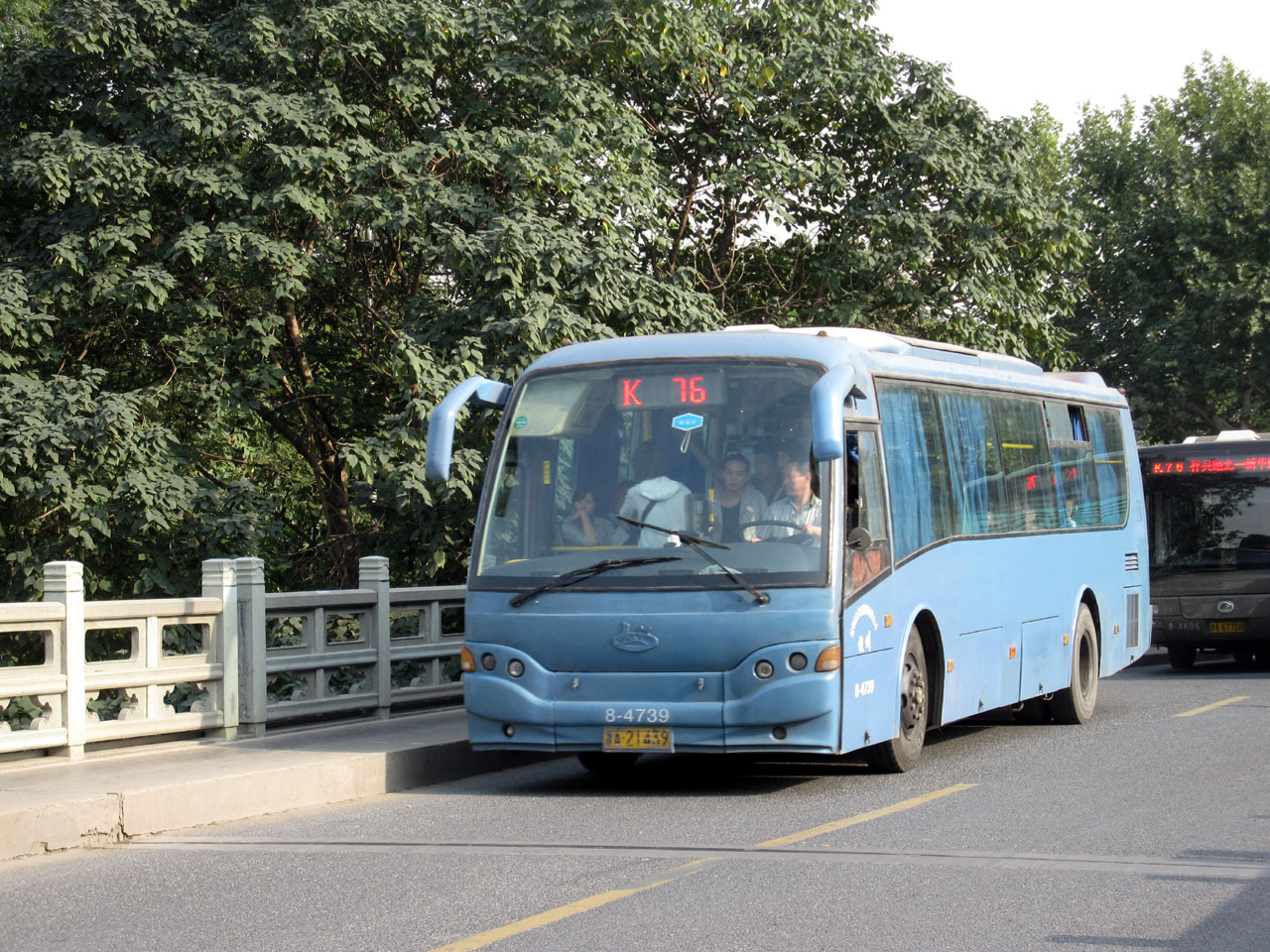
长江福莱西宝CJ6101G2C11HK（杭州）
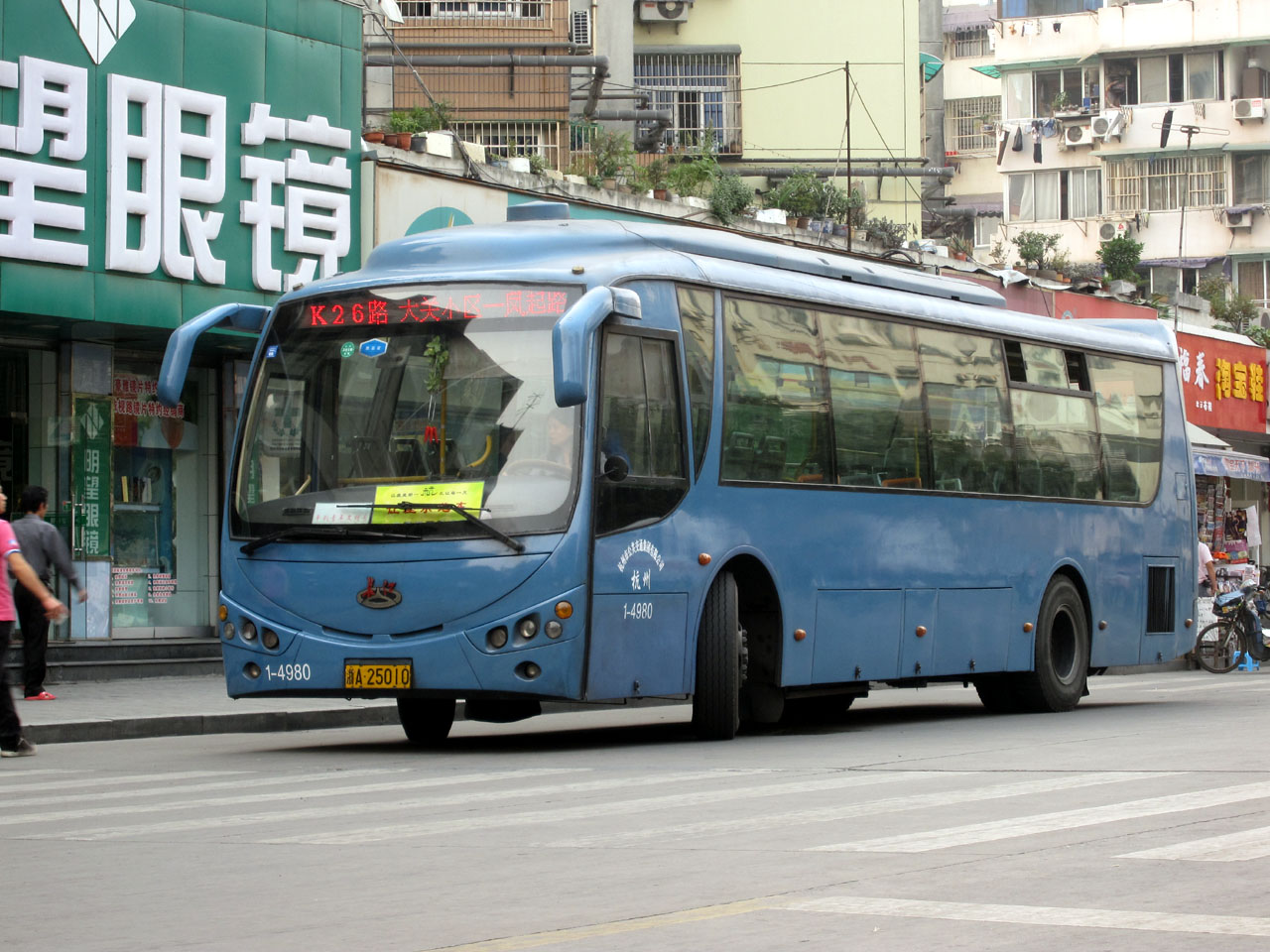
长江福莱西宝CJ6101G7C13HK（杭州）
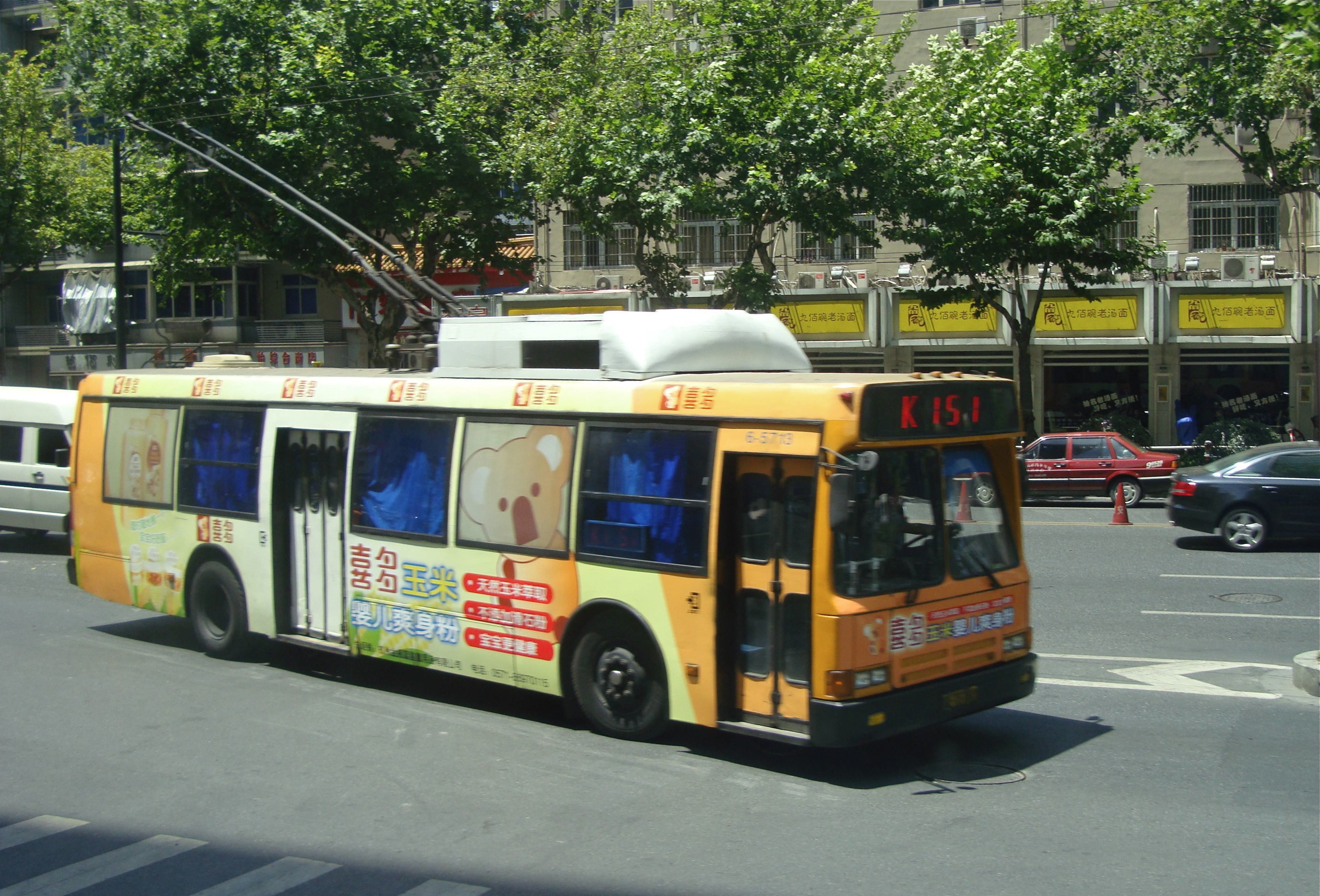
杭州长江CJWG110K（杭州）
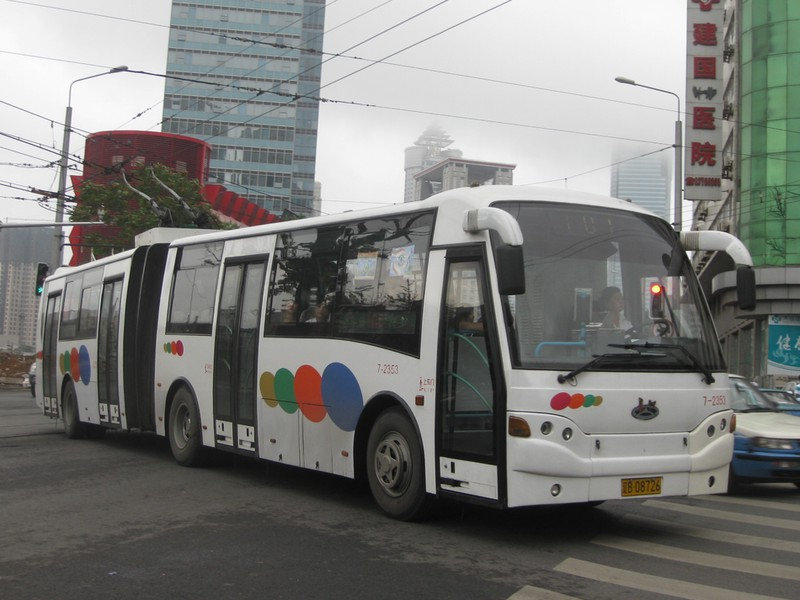
长江福莱西宝CJWG150（大连）
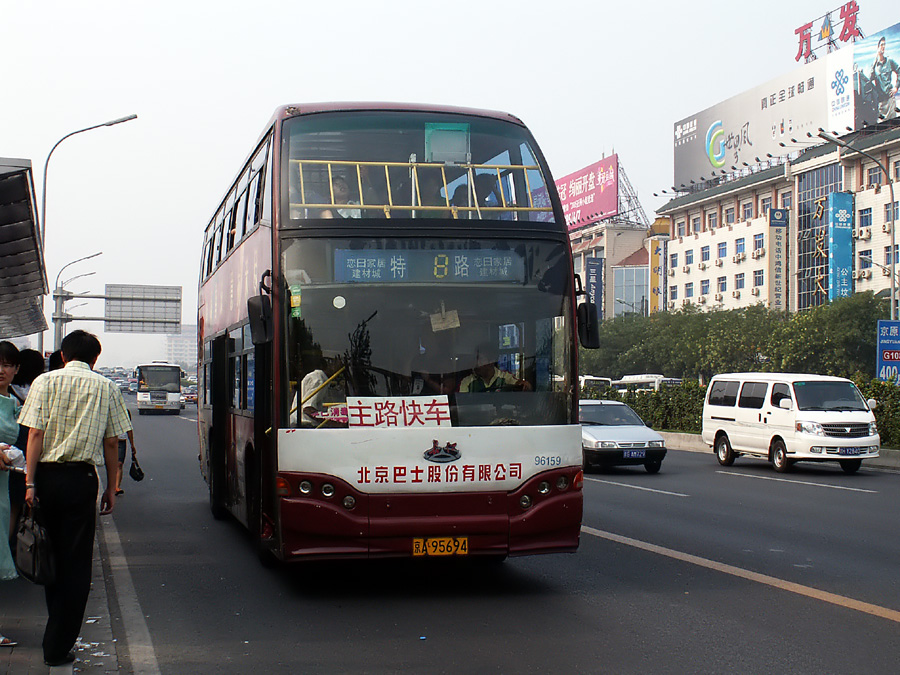
长江CJ6110SG2Y7H（北京）
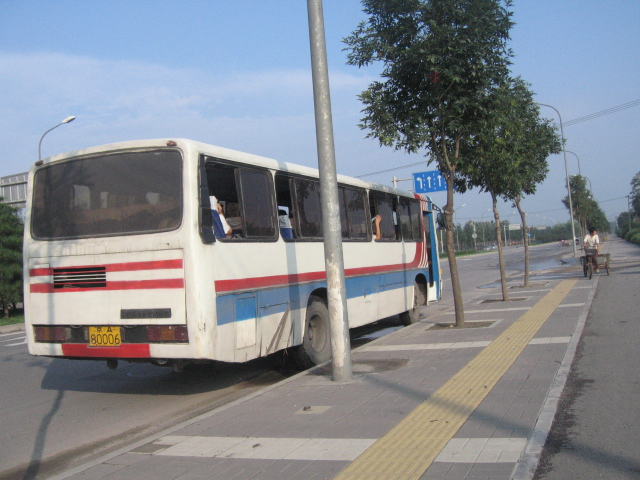
长江CJ6922TC（北京）
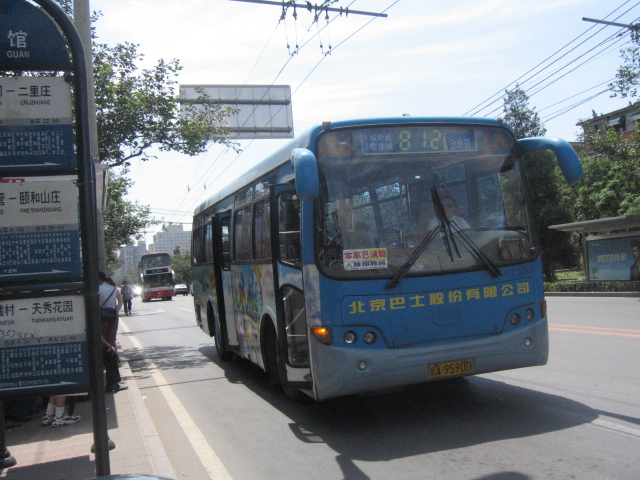
长江CJ6920G4QH（北京）
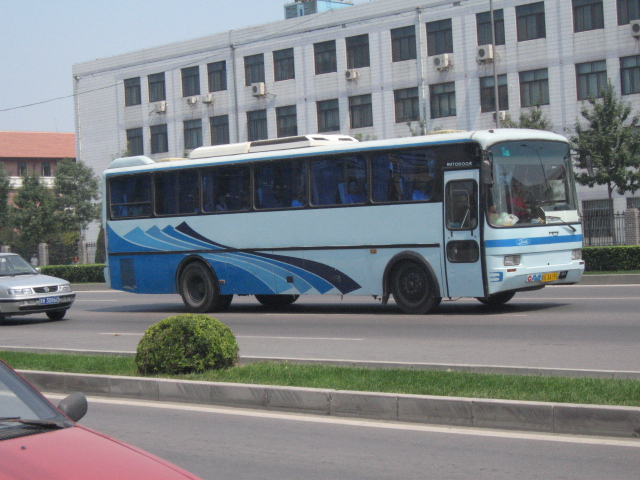
长江福莱西宝CFC6110G3DK（北京）